# Komondjari
Komondjari ist eine Provinz in der Region Est im westafrikanischen Staat Burkina Faso mit 102.294 Einwohnern auf 5043 km².
Die Provinz besteht aus den Departements Bartiébougou, Foutouri und Gayéri. Hauptstadt ist Gayéri.